# Guapira obtusata
Guapira obtusata är en underblomsväxtart som först beskrevs av Nikolaus Joseph von Jacquin, och fick sitt nu gällande namn av Elbert Luther Little. Guapira obtusata ingår i släktet Guapira och familjen underblomsväxter. Utöver nominatformen finns också underarten G. o. brachycarpa.